# Сени-Гомпа
Сени-Гомпа — буддийский монастырь у деревни Сени в Стодской долине Занскара в Ладакхе в северной Индии. В 6 км на северо-запад от местного центра — Падума, примерно в 2 часах ходьбы. Как и Дзонгхул-Гомпа, принадлежит тибетской буддийской школе Друкпа Кагью. Он считается старейшим религиозным сооружением Ладакха и Занскара. Это единственный монастырь в Ладакхе в котором позволено жить и монашкам.

## История
Гомпа построена, чтобы вместить древний чортен 6-метровой высоты необычной формы, известный как Каника-чортен, его приписывают великому кушанскому императору Канишке. Эру Канишки считают с 127 нэ. 'Каника' — переделанное ладакхцами имя Канишка. Он был великим покровителем буддизма и организовал кашмирский собор монахов. Это похоже единственный монастырь в Ладакхе, который древнее Гандхола Гомпа в Лахауле и претендует на двухтысячелетнюю историю.
В 17 веке в хронике Летопись Zaṅs-dkar (Занскар) была записана (полу?)-мифическая история,
«. . . высокий Царь Ge-sar Гесар из Глина пришёл в благословенный Zaṅs-dkar, где религия неба и земли возникла, он изломал всю землю ногами своими. 'U-rgyan-pa-dma Падмасамбхава прищёл, и изгнал демонов; он держал вниз (головой?) Sa-bkra [= Sa-dgra, 'враг земли'?].Женщина-великан была, как упавшая на спину. Sa-ni и Ka-ni-ka монастыри были возведены у главы региона, Gña-nam-gu-ru монастырь из Pi-pi-tiṅ на сердце, и Gña-nam-gu-ru [монастырь] из Byams-gliṅ в ногах.»
 Интересно, что говоря о временах Гуру Ринпоче (8-9 века, хотя, он появился на Земле через 8 лет после паринирваны Шакьямуни), Сани и Каника упомянуты первыми.
Падмасамбхава, или Гуру Ринпоче, как говорят, жил здесь пять лет в маленьком 'Гамшот Лхаканге' между главным залом и коридором справа от Каника-чортена. Там и сейчас стоит его статуя и рельефные изображения его жизни по бокам. На противоположном берегу реки есть знаменитая медитационная пещера Падмасамбхавы, которую и сейчас используют монахи.
Также монастырь связан с великим Йогином Наропой (956—1041 нэ). В маленькой комнате у ступы есть комната в которой медитировал великий Наропа, сейчас там его статуя.
Группа кагьюпинских монахинь создала центр-приют у «Старкхугнза» в 1990-х. Поселение выше Сани основал Нгаванг Церинг (1657—1732), знаменитый Занскарский йогин. Все женские монастыри Ладакха подчинены мужскими монастырям.

## Описание
Гомпа стоит не на холме или горе, как это принято, а на равнине, словно замок. На заднем дворе чортен Каника с ограждением из маленьких ступ со всех сторон. Рядом 10 стоящих камней с изображениями божеств, но стиль явно до-тибетский.
Между чортенами и молитвенными залами — прямоугольный проход с воротами, изображениями защитников и молитвенными барабанами с Ом Мани Падме Хум.
Зал Собраний — Дукханг имеет 16 колон и изображения Чамба, Ченрена Падмасамбхавы и других. За пределами алтаря — Гонгкханг, маленькая комната с древним изображением Чо Ринпоче и священными томами Ганджура.
В меньшем храме Наропы есть уникальные барельефы в Стукко с раскрашенными фигурами и нишами для божеств. Рядом с монастырём есть посадки друвних тополей — довольно редкое явление в безлесом Занскаре.
Есть также древнее кремационное поле для особо важных случаев, там установлены камни с резьбой выполненной в индийском стиле. Это одно из восьми важнейших кремационных полей для тибетского буддизма Рядом камень изображение Майтреи, он сияет на солнце, так как паломники льют на него масло, недалеко установлены флажки-лунгта.

## Праздники
Ньюнгнес — обычно празднуется в июле, но даты меняются из-за лунного календаря. Сани Наро-Насджал проводят обычно в первую неделю августа, точнее в 15-20 день шестого тибетского месяца. В это время цветут цветы «Гуру Наропы».
Есть также ежегодный фестиваль чтения тибетского канона — 'Великий молитвенный фестиваль', его проводят зимой и местные жители привозят дрова для обогрева.
Время от времени, монахи, по просьбе местных жителей варят в котле головы коз и некоторые другие подношения местных жителей. Черепа коз отдают селянам и они вешают их у входа в дом, как оберег.